# J'aime la galette
J'aime la galette est une chanson enfantine française, popularisée dans les années 1820.

## Historique
Au début du XIXe siècle, la galette des rois devient un dessert à la mode. À Paris, plusieurs pâtisseries fleurissent qui en font leur spécialité, comme La Galette du Gymnase boulevard de Bonne-Nouvelle. L'établissement, attenant au théâtre du même nom, rencontre un grand succès grâce à cette proximité, au point que « la galette du Gymnase » devient une expression consacrée pour désigner le gâteau en question,. Plusieurs sources rapportent que la renommée de La Galette du Gymnase est renforcée par une chanson chantée sur scène par la jeune comédienne Léontine Fay, tandis qu'elle joue la pièce La Mansarde des artistes, un vaudeville d'Eugène Scribe, Antoine-François Varner et Jean-Henri Dupin créé en 1824. Ainsi, dans le Grand Dictionnaire universel du XIXe siècle de 1872, on peut lire :  

« Galette du Gymnase. Cet établissement est bien connu du tout Paris et des provinciaux ou étrangers qui ont, au moins une fois dans leur vie, promené leurs pas dans la capitale. La Galette du Gymnase est attenante au théâtre de ce nom ; elle est née en même temps que lui ; elle a partagé ses succès, et c’est à lui qu’elle doit sa renommée européenne. La petite Léontine Fay, l’enfant précoce, la mit à la mode en chantant de sa jolie voix enfantine dans La Mansarde des artistes :
Oui, j’aime la galette. Mais savez-vous comment ? C’est quand elle est bien faite. Et qu’ gnia du beurr’ dedans. »

## Paroles
J'aime la galette
Savez-vous comment ?
Quand elle est bien faite
Avec du beurre dedans.
Tra la la la la la la lère
Tra la la la la la la la.